# Société régionale de transport du Kef
La Société régionale de transport du Kef (arabe : الشركة الجهوية للنقل بالكاف) ou SRT Kef est une entreprise publique tunisienne dont l'activité est d'assurer le transport de voyageurs par autobus dans la région du gouvernorat du Kef et de Siliana.
Elle assure la liaison entre ces régions et d'autres gouvernorats du pays par le biais de lignes quotidiennes régulières.